# Gazeta Grodzieńska
Gazeta Grodzieńska (укр. Гродненська газета) — перше періодичне видання на території сучасної Білорусі. Газета виходила з 1776 до 1783 року.
Ініціатором виходу газети став гродненський староста Антоній Тизенгауз. Видання друкувалося в його друкарні польською мовою раз на тиждень на двох сторінках форматом 15х20 см (в деяких випадках обсяг збільшувався вдвічі).
У передових статтях обговорювалися нагальні суспільно-політичні проблеми, на той час це було досить рідкісним явищем. Видання писало, зокрема, про утиск на захоплених Пруссією польських землях, роботі сейму, виборах депутатів. Виходили матеріали про міжнародні події, наприклад, про війну за незалежність в Північній Америці, конфліктах між Австрією і Пруссією, про відвідування російською імператрицею Катериною II Полоцьку. Газета публікувала інформацію про події в Гродно (концерт та ілюмінація у січні 1779, публічні іспити в школах в 1780 році). Розміщувалися оголошення про видані книги, втеклих кріпаків, продаж та оренду майна тощо.
На вимогу короля Речі Посполитої Станіслава Августа Понятовського в Гродно була введена посада газетного цензора, під тиском якого редакційні статті іноді замінялися повідомленнями з інших видань.
Останній виявлений номер газети був надрукований 28 березня 1780 року.